# گروه اطلاعات کمبریج
گروه اطلاعات کمبریج (به انگلیسی: Cambridge Information Group) (به‌طور مخفف CIG) یک شرکت سرمایه‌گذاری خصوصی جهانی است که بر خدمات اطلاعاتی، آموزش و فناوری تمرکز دارد. این شرکت به عنوان یک شرکت ارائه دهنده خدمات به ناشران دانشگاهی شروع به کار کرد دفتر مرکزی آن در بتسدا، مریلند است. اندرو پسر بنیانگذار رابرت اشنایدر مدیر اجرایی و دخترش جیل مدیر ارتباطات است.